# Menucocelsior
Menucocelsior arriagadai is een plantenetende sauropode dinosauriër, behorende tot de Titanosauriformes, die tijdens het late Krijt leefde in het gebied van het huidige Argentinië.
In de Salitral Ojo del Agua is een hele fauna aan sauropoden opgegraven. Een deel daarvan was een skelet van een nog onbekende soort.
In 2021 werd de typesoort Menucocelsior arriagadai benoemd en beschreven door Mauro Aranciaga Rolando, Jordi Alexis Garcia Marsà, Federico Lisandro Agnolín, Matías Javier Motta, Sebastián Rozadilla en Fernando Emilio Novas. De geslachtsnaam verwijst naar Fisque Menuco, de oude naam van de Mapuche voor de stad General Roca. De plaatsnaam betekent "het koude moeras". Er is een beweging die de stad wil hernoemen aangezien president Julio Argentino Roca een uitroeiingscampagne tegen de oorspronkelijke bevolking voerde. Celsior betekent "hoger" in het Latijn. De combinatie kan gelezen worden als "Menuco boven". Menuco is echter ook de vertaling in het Mapuche van Ojo del Agua, "drenkplaats", en Menucocelsior is de hoogste sauropode die van de fauna bekend is. De soortaanduiding eert Alberto Arriagada, de eigenaar van de ranch waar het fossiel is gevonden.
Het fossiel, holotype MPCN-PV-798, is gevonden in een laag van de Allenformatie die dateert uit het Campanien-Maastrichtien. Het bestaat uit een gedeeltelijk skelet zonder schedel. Het omvat een reeks van zeventien voorste en middelste staartwervels en elementen uit de ledematen: het rechteropperambeen, een linkerkuitbeen en een vermoedelijk middenvoetsbeen. Het maakt deel uit van de collectie van het Museo Patagónico de Ciencias Naturales.
Menucocelsior zou een vrij robuuste maar middelgrote soort zijn.
De staartwervels zijn niet gepneumatiseerd. Ze missen kielen of uithollingen op de onderzijde.
Menucocelsior werd in 2021 in de Eutitanosauria geplaatst. Hij zou daarbinnen een aparte tak vertegenwoordigen buiten de kladen Colossosauria, Saltasaurinae of Aeolosaurini.